# コムテック (情報システム)
コムテック株式会社は、東京都港区芝浦に本社を置き、ITサービス（コンサルティング、システム開発からシステム運用まで）及びアウトソーシングサービス（コールセンター、一般事務、営業事務、入力）等を行う企業である。
なお、港区虎ノ門にある同じIT機器導入・ソリューション企業の『三和コムテック株式会社』はまったく別の企業である。

## 沿革
- 1976年（昭和51年）11月 - 東京都千代田区神田にコムテック株式会社を設立
- 1977年（昭和52年）6月 - 本社を東京都港区に移転
- 1979年（昭和54年）1月 - 子会社日本コムテック株式会社を神奈川県小田原市に設立
- 1981年（昭和56年）4月 - 東京都八王子市に八王子事業所を開設
- 1984年（昭和59年）
  - 3月 - 大阪出張所（現・大阪支店）及び名古屋出張所（現・名古屋支店）を開設
  - 9月 - 子会社・鹿児島コムテック株式会社（現・ケイ・シィ・ティ。連結子会社）を鹿児島県鹿児島市に設立
- 1986年（昭和61年）
  - 7月 - 神奈川県小田原市にコムテックビルを竣工
  - 8月 - 労働省に「特定労働者派遣事業」届出
- 1989年（平成元年）
  - 6月 - 日本コムテック株式会社を吸収合併し、小田原支社（現・栄町事業所）を開設
  - 9月 - 本社を東京都港区三田に移転
- 1990年（平成2年）1月 - 八王子事業所を東京都日野市に移転
- 1991年（平成3年）
  - 5月 - 神奈川県小田原市のコムテックビルを増築
  - 11月 - JASDAQに上場（株式店頭公開）
- 1993年（平成5年）5月 - 「一般労働者派遣事業」許可
- 1994年（平成6年）
  - 4月 - アイ・エヌ・エス株式会社より情報処理部門を譲受け
  - 10月 - 東京都三鷹市に三鷹OS（アウトソーシング）センターを開設
- 1995年（平成7年）6月 - 大阪府吹田市に江坂OSセンターを開設
- 1996年（平成8年）3月 - 神奈川県横浜市に横浜開発センターを開設
- 1997年（平成9年）8月 - 神奈川県小田原市に城山研修センターを竣工
- 1998年（平成10年）3月 - 本社事務所を東京都千代田区に移転
- 1999年（平成11年）
  - 4月 - 大阪府大阪市に新大阪OSセンターを開設、江坂OSセンターを新大阪OSセンターへ移転・統合
  - 10月 - 株式会社ヒューマンウェア設立
- 2000年（平成12年）
  - 2月 - 本社事務所を東京都港区に移転、横浜開発センターを本社事務所へ移転・統合、大阪支店を新大阪OSセンターへ移転・統合
  - 3月 - 八王子事業所を三鷹OSセンターへ移転・統合
  - 4月 - 株式会社アイギフト・ジャパン設立
  - 10月 - 株式会社メディアコミュニケーションのコムテックグループへの参画
- 2002年（平成14年）3月 - 株式会社ベルハートのコムテックグループへの参画
- 2004年（平成16年）4月 - プライバシーマーク取得
- 2006年（平成18年）10月 - 株主優待制度の創設
- 2007年（平成19年）
  - 1月 - 有限会社エヴァーフィールドのグループ参画（連結）
  - 8月 - 株式会社シナジーからの事業一部譲受け
  - 9月 - 株式会社アイギフト・ジャパンの完全子会社化
  - 11月 - 株式会社シンカの連結子会社化
- 2008年（平成20年）3月 - 株式会社メディアコミュニケーション、株式会社アイギフト・ジャパン、株式会社ベルハートの3社をコムテック株式会社に経営統合、有限会社エヴァーフィールドの解散
- 2010年（平成22年）10月 - 株式会社リンクラインの設立
- 2011年（平成23年）
  - 4月 - 株式会社ケイ・シィ・ティからの事業一部譲受け
  - 10月 - 株式会社アエルプランニングからの事業一部譲受け
- 2015年（平成25年）
  - 3月 - MBO実施に伴い、東京証券取引所JASDAQ上場廃止
  - 7月 - 親会社であるYIホールディングス株式会社と合併、存続会社のYIホールディングス株式会社はコムテック株式会社に商号を変更、新生コムテックスタート
  - 12月 - 株式会社ケイ・シィ・ティをコムテック株式会社に経営統合、鹿児島県鹿児島市に南九州センターを開設